# 蓋洛茲維爾 (康乃狄克州)
蓋洛茲維爾（英語：Gaylordsville）是位於美國康乃狄克州利奇菲爾德縣新米爾福德境內的一個村落。

## 地理
蓋洛茲維爾的座標為41°38′47″N 73°29′05″W / 41.64639°N 73.48472°W，而該地的平均海拔高度為79米（即259英尺）。